# إيرني سميث
إيرني سميث (13 يناير 1912 المملكة المتحدة - 14 أكتوبر 1996) هو لاعب كرة قدم بريطاني.